# 河野正男
河野 正男（かわの まさお）は日本の会計学者。黒澤清の弟子。横浜国立大学名誉教授。元国際公会計学会副会長。日本会計研究学会学会賞、日本会計研究学会太田黒澤賞受賞。

## 略歴
- 1963年 横浜国立大学経済学部卒業[1]
- 1969年 一橋大学大学院商学研究科経営学・会計学専攻博士後期課程満期退学、指導教官番場嘉一郎[2]
- 1969年 - 獨協大学経済学部専任講師
- 1980年 - 1982年 獨協大学経済学部教授
- 1982年 - 1983年 横浜国立大学経営学部助教授
- 1983年 - 1999年 横浜国立大学経営学部教授[1]
- 1993年 - 1995年 横浜国立大学経営学部長[3]
- 1999年 - 2003年 横浜国立大学大学院国際社会科学研究科教授[1]
- 2003年 - 2011年 中央大学経済学部教授

- 1983年 日本地方自治研究学会 常任理事
- 2003年 - 2006年 日本地方自治研究学会 副会長
- 2006年 - 2009年 日本地方自治研究学会 会長

- 1998年 国際公会計学会 常務理事
- 2004年 - 2007年 国際公会計学会 副会長
- 2004年 - 2010年 会計検査院情報公開審査会 委員[4]

## 学位・称号
- 一橋大学商学博士（2000年）[1]
- 横浜国立大学名誉教授[5]

## 受賞歴
- 1979年 日本会計研究学会学会賞
- 1999年 日本会計研究学会太田黒澤賞

## 弟子
- 八木裕之